# Opilio scabripes
Opilio scabripes is een hooiwagen uit de familie echte hooiwagens (Phalangiidae).